# Ewald Richter
Ewald Richter (* 6. August 1925 in Hamburg; † 4. April 2019 ebenda) war ein deutscher Philosoph.
Ewald Richter, Sohn von Toni Richter, geborene Wagner, und des Journalisten, Chefredakteurs und Politikers Johannes Richter, studierte Mathematik, Physik und Philosophie an der Universität Hamburg. machte sein Staatsexamen in Mathematik und Physik und wurde dort 1958 mit der Dissertation Die Fragwürdigkeit des Subjekt-Objekt-Schemas in Philosophie zum Doktor der Philosophie promoviert. In den 60er Jahren war er Schüler und Mitarbeiter von Carl Friedrich von Weizsäcker. Von 1977 bis 1987 war er Professor am Philosophischen Seminar der Universität Hamburg.
Richter arbeitete zur philosophischen Fundierung der modernen Wissenschaften. Im Zuge dieser Arbeit setzte er sich insbesondere mit den Werken von Immanuel Kant und Martin Heidegger auseinander.
Er war evangelisch, ab 1959 mit Waltraut Richter, geborene Güttler, verheiratet und hatte eine Tochter (Birgit).

## Veröffentlichungen
- Band 84.1 der Heidegger-Gesamtausgabe. Heideggers Seminare zu Kant und Leibniz in der ersten Hälfte der 30er Jahre. In: Heidegger Studies. Vol. 32. Berlin 2016.
- Überlegungen zu neu veröffentlichten Manuskripten Heideggers über Metaphysik und moderne Naturwissenschaft. In: Heidegger Studies. Vol. 27. Berlin 2011.
- Heideggers Thesen zu den Fundamenten der Wissenschaften. In: Heidegger Studies. Vol. 26. Berlin 2010.
- Das Dilemma der modernen Hirnforschung. In: Cathrin Nielsen, Michael Steinmann, Frank Töpfer (Hrsg.): Das Leib-Seele-Problem und die Phänomenologie. Würzburg 2007.
- Wohin führt uns die moderne Hirnforschung. Berlin 2005.
- Heideggers Seminar in Wellingsbüttel. In: Heidegger Studies. Vol. 16. Berlin 2000.
- Heideggers Kritik am Konzept einer Phänomenologie des Bewußtseins. In: Paola-Ludovika Coriando (Hrsg.): Vom Rätsel des Begriffs. Festschrift für Friedrich-Wilhelm von Herrmann zum 65. Geburtstag. Berlin 1999.
- Wahrheit und Logik. In: Ewald Richter (Hrsg.): Die Frage nach der Wahrheit. Frankfurt am Main 1997.
- Ursprüngliche und physikalische Zeit. Berlin 1996.
- Heideggers Frage nach dem Gewährenden und die exakten Wissenschaften. Berlin 1992.
- Heideggers These vom „Überspringen der Welt“ in traditionellen Wahrheitstheorien und die Fortführung der Wahrheitsfrage nach „Sein und Zeit“. In: Heidegger Studies. Vol. 5. Berlin 1989.
- Quantenlogik. In: Joachim Ritter (Hrsg.): Historisches Wörterbuch der Philosophie. Band 7. Basel 1989.
- Objektivierbarkeit. In: Joachim Ritter (Hrsg.): Historisches Wörterbuch der Philosophie. Band 6. Basel 1984.
- Logik, mehrwertige. In: Joachim Ritter (Hrsg.): Historisches Wörterbuch der Philosophie. Band 5. Basel 1980.
- Grundbestimmung und Einheit der objektiven Erkenntnis. München 1974.
- Bemerkungen zur Quantenlogik. In: Philosophia naturalis. Band 8. Frankfurt 1964.
- Die Fragwürdigkeit des Subjekt-Objekt-Schemas. Hamburg 1958. Zugleich Philosophische Dissertation.